# Roger Vadim
Roger Vadim, rodným jménem Roger Vladimir Plémiannikov (26. ledna 1928 Paříž – 11. února 2000 Paříž) byl francouzský herec, scenárista, žurnalista, publicista, režisér a producent, po svém otci ruského původu. S jeho jménem je spojován i životní osud známé francouzské herečky Brigitte Bardotové, což byla i jeho první manželka.
Jeho rodiče uprchli před bolševickou říjnovou revolucí v roce 1917 z Ukrajiny do Francie, jeho otec pak působil ve francouzských diplomatických službách.
Od svých 16 let působil jako herec, v roce 1947 se stal asistentem filmového režiséra Marca Allégreta, kde působil také jako scenárista. Na počátku 50. let pracoval také jako žurnalista pro známý týdeník Paris Match.
Na počátku 70. let působil v Hollywoodu. Ke konci svého života se věnoval především televizní a divadelní režii.

## Osobní život

### Manželství
Za svůj život byl Roger Vadim celkem pětkrát ženatý, a to s následujícími ženami:
- Brigitte Bardotová, 20. prosince 1952 – 6. prosince 1957 (rozvod)
- Annette Strøyberg, 1958–1960 (rozvod); 1 dítě (Nathalie Vadim)
- Jane Fonda, 14. srpna 1965 – 16. ledna 1973 (rozvod); 1 dítě (Vanessa Vadim)
- Catherine Schneider, 1975–1977 (rozvod); 1 dítě (Vania)
- Marie-Christine Barrault, 1990–2000 (úmrtí)

Na počátku 60. let také několik let žil s herečkou Catherine Deneuve.

### Úmrtí
Zemřel ve věku 72 let na rakovinu lymfatických uzlin, je pochován na hřbitově v Saint Tropez.

## Filmografie

### Film
- 1988 A Bůh stvořil ženu
- 1983 Surprise Party
- 1981 Hot Touch, The
- 1980 Night Games
- 1976 Une femme fidèle
- 1974 Jeune fille assassinée, La
- 1973 Don Juan 73
- 1972 Hellé
- 1971 Pretty Maids All in a Row
- 1968 Barbarella
- 1968 Podivuhodné příběhy
- 1966 Curée, La
- 1964 Ronde, La
- 1963 Château en Suède
- 1962 Láska na polštáři
- 1962 Sept péchés capitaux, Les
- 1962 Vice et la vertu, La
- 1961 Bride sur le cou, La
- 1960 Et mourir de plaisir
- 1959 Nebezpečné známosti
- 1958 Klenotníci měsíčního svitu
- 1957 Sait-on jamais…
- 1956 …a Bůh stvořil ženu

### televize
- 1997 Un coup de baguette magique
- 1996 Mon père avait raison
- 1996 Nouvelle tribu, La (seriál)
- 1993 Amour fou
- 1991 Safari
- 1983 Hitchhiker, The (seriál)
- 1983 Surprise Party
- 1982 Faerie Tale Theatre (seriál)
- 1977 Bonheur, impair et passe

## Knihy
- 2007 Zamilovaný blázen, ISBN 978-80-00-01983-3, vydal Albatros